# Wallace Spearmon
Wallace Spearmon, född 24 december 1984 i Chicago i Illinois, är en amerikansk friidrottare som tävlar i kortdistanslöpning.
Spearmon deltog vid VM i Helsingfors 2005 där han blev silvermedaljör på 200 meter på tiden 20,20 efter landsmannen Justin Gatlin.
Under 2006 deltog han vid inomhus-VM i Moskva där han tillsammans med Tyree Washington, LaShawn Merritt och Milton Campbell blev världsmästare på 4 x 400 meter. Utomhus samma år blev han tvåa vid IAAF World Athletics Final 2006 efter Tyson Gay på det nya personliga rekordet 19,88. Senare samma år sprang han 200 meter på tiden 19,65, en tid som placerar honom som femma genom alla tider.
Under VM 2007 blev han bronsmedaljör på 200 meter, på tiden 20,05 efter Gay och Usain Bolt. Tillsammans med Gay, Darvis Patton och LeRoy Dixon blev han världsmästare på 4 x 100 meter. Han blev även senare samma år silvermedaljör vid IAAF World Athletics Final 2007 denna gång slagen av norrmannen Jaysuma Saidy Ndure.
Spearmon deltog vid Olympiska sommarspelen 2008 på 200 meter. Han var bara Trea i mål, men diskvalificerades för linjetramp. Spearmon deltog även vid VM 2009 i Berlin där han slutade på tredje plats på 200 meter på tiden 19,85.
Han har även vunnit den amerikanska studentidrottsorganisationen NCAA:s tävlingar utomhus (2004 och 2005) och inomhus (2005).